# منطقه ۷۶ (قطر)
منطقه ۷۶ یک منطقهٔ مسکونی در قطر است که در الخور (شهرداری) واقع شده‌است. منطقه ۷۶ ۶۲۸٫۶ کیلومتر مربع مساحت و ۵٬۷۴۴ نفر جمعیت دارد.